# Schauspielhaus Graz

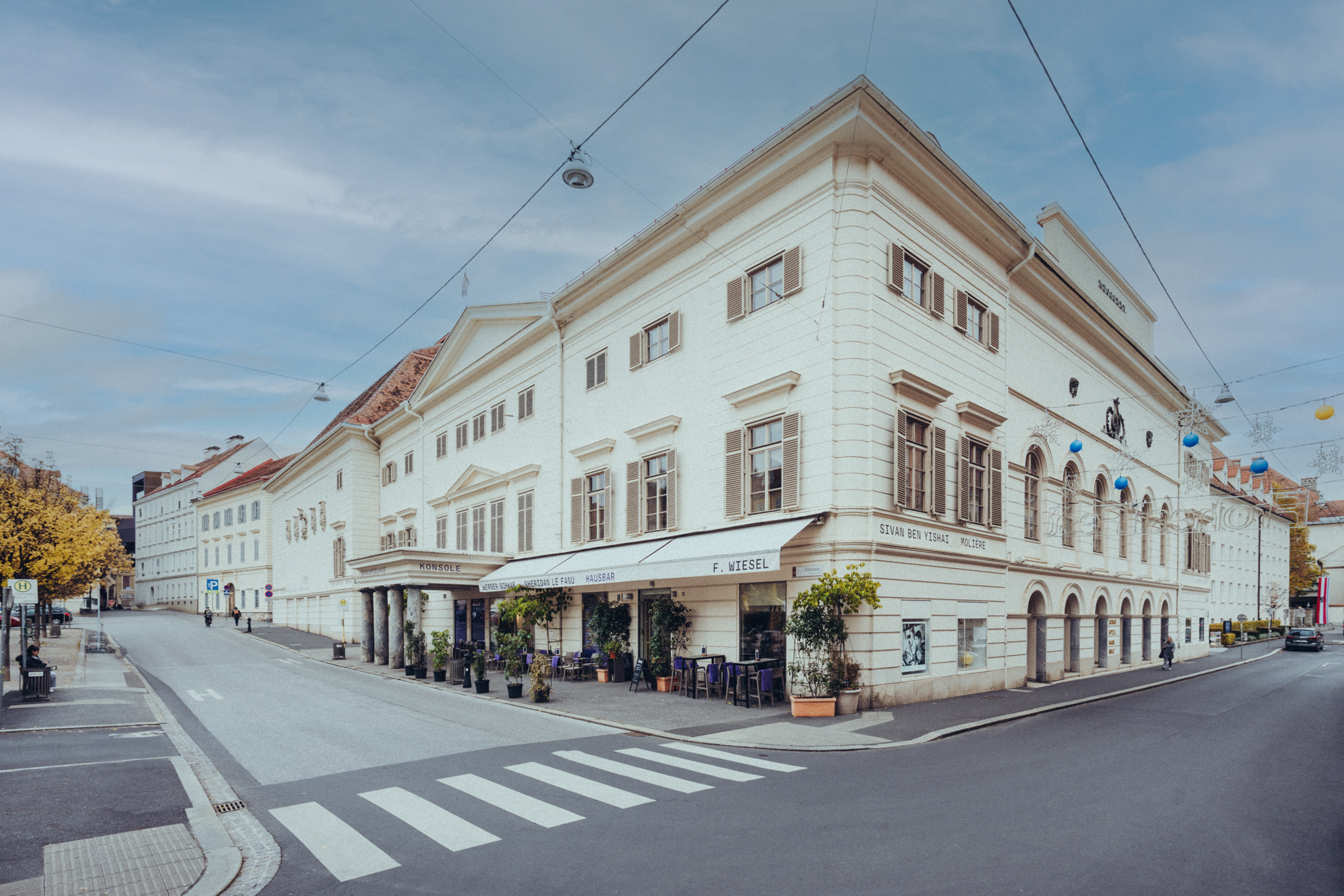
Außenansicht Schauspielhaus Graz

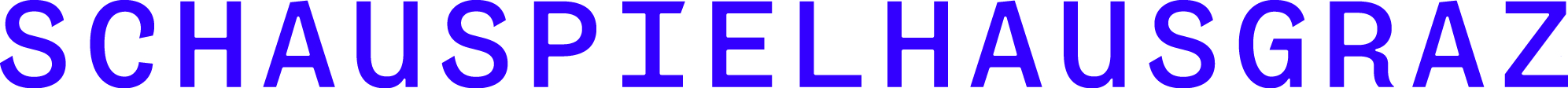
Logo Schauspielhaus Graz

Das Schauspielhaus Graz ist ein österreichisches Sprechtheater. Es ist Teil der Grazer Stadtkrone und steht im ersten Gemeindebezirk Innere Stadt.

## Geschichte
„Ein wohlgeordnetes Schauspiel sei eine wahre Schule der Sitten, Höflichkeit und Sprache“, heißt es in einem Appell des Grafen Orsini und des Polizeipräsidenten an die steirischen Stände im Jahr 1770. Nach längeren finanziell bedingten Komplikationen wurden die Bauarbeiten für ein neues Grazer Theatergebäude am 24. Oktober 1774 in Angriff genommen. Nach einer Bauzeit von nicht ganz zwei Jahren wurde das neue Theater am 9. September 1776 eröffnet. Es handelte sich um ein landständisches Theater, das vom damaligen Grazer „landschaftlichen Maurermeister“ und späteren Hofbaumeister Joseph Hueber geplant und errichtet wurde. Die 10-achsige Hauptfront lag an der Hofgasse, die vier Eingangstüren lagen in den Achsen 3 und 4, sowie 7 und 8. Über jedem Türpaar lag ein Balkon.
Erster Direktor des neuen Hauses war Josef Jakobelli (Herbst 1776 bis Ostern 1778), Johann Baptist Mayer (Ostern 1778 bis Ostern 1779), Franz Guerrieri (1779–1780), Graf Podstatzky und General Anton de Gazinelli, Kalchegger (1780–1783; verpachtet 1781/82 an Emanuel Schikaneder, danach an Rößler und daraufhin an Mayer).
Später folgten Johann Nouseul (1783–1785), Franz Guerrieri (1785–1786), Josef Berner (1786–1787), Roman Waizhofer (1787–1792), Joseph Bellomo (1792–1797), Karl Friedrich Domaratius (1797–1813), Franz Hysel (1813–1818), Andreas Hirsch (1818/19), Graf Max von Thurn und Ignaz Freiherr von Born (1819/20), Karl Friedrich Domaratius und Andreas Winter (1820–1822), Andreas Hirsch (1822/23) und Johann August Stöger und Johanna Liebich (1823–1833). Die 1819 ernannte Direktion hatte ihr Amt aus finanziellen Gründen bereits nach wenigen Monaten im Jänner 1820 niedergelegt. So stand das Theater von Jänner 1820 bis Ostern 1820 unter Städtischer Regie (Verordneter Meng).
Das eben renovierte Theater brannte in den Morgenstunden des Christtag 1823 bis auf die Haupt- und Mittelmauern völlig aus, wurde jedoch nach den Plänen des k.k. Hofbaurats Peter von Nobile wieder aufgebaut. Bis Ende Jänner 1824 wurde im Landhaus sowie in zwei Liebhabertheatern gespielt. Von 29. Jänner 1824 bis 3. Oktober 1825 fanden die Vorstellungen in dem in der ständischen Reitschule in der Reitschulgasse (heute: Mondscheingasse 3) neu eingerichteten Aushilfstheater statt.
Gleich nach dem Brand 1823 gingen die Stände daran, an der gleichen Stelle ein neues Theater zu errichten. Das kleine und das große Ballhaus wurden niedergerissen und dadurch ein freier Platz vor dem Theater gewonnen, der heutige Freiheitsplatz. Gleichzeitig wurde der sogenannte Suppansche Garten, der zwischen Theater und Karmeliterplatz lag und mit einer Stützmauer gegen das große Ballhaus grenzte, aufgelassen und die Hartiggasse als Verbindung vom Franzensplatz zum Karmeliterplatz geschaffen. Durch die Eröffnung des Franzensplatzes ergab sich die Entwicklung der Hauptfront des Theaters gegen diesen. Der Haupteingang in der Hofgasse blieb jedoch bestehen, weil das Parterremauerwerk relativ unbeschädigt geblieben war und der Verbindungsgang mit der Hofburg hier mündete, daher die Entwicklung der Vorräume unbedingt auf die Hofgassenseite verlegt werden musste. So blieb der Eingang an der Hauptfront stets nur ein Nebeneingang, da infolge der Lage des Bauplatzes die Längsachse von Bühne und Zuschauerraum senkrecht auf die Hofgasse zu stehen kommen musste.
In Österreich herrschte Inflation und das Aufbringen der nötigen Gelder gestaltete sich schwierig. Die Mittel wurden aus dem Verkauf der letzten in Triest lagernden ständischen Kanonen an den König von Neapel, aus Einnahmen der „Rohitscher Sauerbrunnenoperationskassa“ und vorschussweise aus der ständischen Depositenkassa gedeckt. Den Entwurf des Bauplanes übernahm Theaterdirektor Stöger. Stögers Pläne wurden allerdings dem Hofbaumeister Peter von Nobile nach Wien zur Korrektur übersendet. Dieser hatte nur wenige technische Änderungen anzubringen. Außer den beiden Genannten entwarf Professor Meißner in Wien die Beheizungsanlagen. Im Hinblick auf die geringere Feuergefahr war für das gesamte Gebäude als lufterwärmendes Heizsystem der Meißner’sche Apparat installiert worden. Die Einrichtung der Maschinen übernahm der damals bekannte Wiener Theatermaschinist Adam Roller.
Die Überwachung des Baues lag in den Händen von Baron Mandell, dem ständischen Bauadjunkt Johann Nepomuk Edler von Ortenhoffer und dem ständischen Bauassistent Perschon. Peter von Nobile erkundigte sich bei Baron Mandell regelmäßig nach dem Baufortschritt und erwähnte in einem Schreiben vom 18. Mai 1824: „Seine Majestät besahen alles mit der höchsteigenen Güte, zergliederten das System der Dekoration mit bewundernswürdiger Einsicht und erklärten sich für jene Zeichnung, welche den Charakter einer rationellen Einfachheit an sich trägt, und bemerkten hiebey, daß Ihnen (den Ständen) die Wahl zustehe.“
Am 4. Oktober 1825, dem Namenstag von Kaiser Franz I., konnte das ständische Theater (später: Landschaftliches Theater, danach: Landestheater) wieder eröffnet werden (Adresse ab 1838: Franzensplatz; ab 1918 bzw. 1938: Freiheitsplatz 7). Am Eröffnungsabend wurden gegeben: Styria und die Kunst als gedichtetes Vorspiel von Karl Gottfried von Leitner sowie, als Hauptstück, das Trauerspiel (in fünf Aufzügen) Weißröschen (auch: Turturell) von Joseph Christian von Zedlitz.
Berühmtester Schauspieler in dieser Ära des Neubeginns war Johann Nestroy, der in der Grazer Elisabethstraße verstarb.
Spätere Direktoren waren Joseph Pellet (1833–1839), Ferdinand Funk (1839–1844), Karl Remmark (1844–1850), Franz Thomé (18501853), Adolf Schwarz (1853–1854), Anton Balvánsky (recte Metzger; 1854–1864), Eduard Kreibig (1864–1876; leitete parallel dazu von 1866 bis 1871 auch das am 28. März 1864 eröffnete Grazer Thalia-Theater), Robert Müller (1876–1878; vereinigte Leitung der beiden Theater), Carl Joseph von Bertalan (1878–1880), Moritz Alexander Krüger (1880–1884), C. J. von Bertalan (1884–1886) oder Moritz Alexander Krüger (April bis Mai 1886). Von Mai bis August 1886 war das Theater geschlossen, während die Vorstellungen im städtischen Thalia-Theater damals vom Verein zur Förderung des Fremdenverkehrs geleitet wurden.
Im August 1886 wurde die interimistische Leitung von Alfred Schreiber übernommen, ehe das Theater am 1. Juli 1887 in städtische Regie überging und in Stadttheater umbenannt wurde. Nachfolgende Direktoren waren etwa Andreas A. Amon, Heinrich Gottinger, Otto Purschian oder Alfred Cavar.
Nach Eröffnung des neuen Stadttheaters 1899 wurde das Haus in Theater am Franzensplatz umbenannt, nach dem Ersten Weltkrieg in Schauspielhaus Graz.
Von 1902 bis 1904 war die Schauspielerin Tilly Wedekind am Theater engagiert.
1953 wurde das Haus aus baupolizeilichen Gründen geschlossen. Nach Umbauten unter Wahrung des historischen Baubestandes und mit einem Neubau des Bühnenhauses wurde es 1964 mit „Hamlet“ – die Hauptrolle verkörperte Helmuth Lohner – wiedereröffnet. Seither ist das Schauspielhaus dem Sprechtheater verpflichtet und fixer Bestandteil der steirischen Kulturszene. Die letzte große Erneuerung der gesamten Bühnentechnik geschah in den Sommerpausen 1999 und 2000. Sukzessive wurde in diesen Jahren auch das architektonisch erneuerte Foyer den Gegenwartsbedürfnissen angepasst. Neben Haus Eins (Hauptbühne) mit 540 Sitzplätzen werden auch Haus Zwei (ehemalige Probebühne mit circa 100 Sitzplätzen) und Haus Drei (ehemalige Ebene 3 mit circa 50 Sitzplätzen) bespielt. Im Schauspielhaus gibt es auch den Redoutensaal als Veranstaltungsort.
Von 2000 bis 2006 stand das Schauspielhaus Graz unter der Leitung von Schauspieldirektor Matthias Fontheim, ab der Saison 2004/05 war er Geschäftsführender Intendant. Matthias Fontheim wechselte anschließend an das Staatstheater Mainz. Ab der Spielzeit 2006/07 bis zur Spielzeit 2014/15 war die Theaterregisseurin und bisherige Generalintendantin des Düsseldorfer Schauspielhauses, Anna Badora, Intendantin in Graz. Unter Badora wurde das Schauspielhaus Graz 2008 als einziges österreichisches Theater in die U.T.E. (Union des Théâtres de l’Europe) aufgenommen.
Mit der Spielzeit 2015/16 übernahm Iris Laufenberg als Geschäftsführende Intendantin die Leitung am Schauspielhaus Graz, ehe sie nach acht Jahren an das Deutsche Theater Berlin wechselte. In dieser Zeit wurde das Schauspielhaus Graz Mitglied der ETC (European Theatre Convention).
Seit der Spielzeit 2023/24 ist Andrea Vilter Geschäftsführende Intendantin des Schauspielhaus Graz. Als Chefdramaturgin fungiert Anna-Sophia Güther.

## Architektur und Gestaltung
Der dreigeschoßige Baublock hat eine spätklassizistische Fassadengestaltung mit zweigeschoßigen Pfeilerarkaden und gusseiserne Masken der Komödie und Tragödie neben einer Lyra an der Seite zur Hofgasse. Die West-Seite zum Freiheitsplatz ist mit einem Frontispiz und einem Altan versehen. Zusätzlich gibt es eine Bauinschriftstafel, datiert mit 1776, und fünf Sandsteinreliefwappen des Landeshauptmanns und einiger Verordneter: für den damaligen Landeshauptmann Graf Herberstein den mittleren, größten Schild mit Sparren; rechts und links davon die Wappen des Grafen Anton Inzaghi (viergeteilt mit drei schreitenden Löwen und dem Doppeladler darüber) und des Grafen Karl von Trauttmannsdorff (mit der Rose im Herzschildchen); außen rechts das Wappen Josephs Edlen von Lendenfeld (mit den diagonal angeordneten Garben) und links schließlich mit zwei Ovalen, das Wappen des Stainzer Propstes Johann de Angelis. Diese steinernen Wappen sind nach dem letzten Umbau des Grazer Schauspielhauses im Jahr 1964 an der Freiheitsplatz-Seite des Bühnenhauses angebracht worden.
Der klassizistische Zuschauerraum des Schauspielhauses hat den Typus eines Logentheaters.
Im Wandelgang des Foyers ist ein Wandteppich (1964) nach einem Entwurf von Dina Kerciku zu sehen.

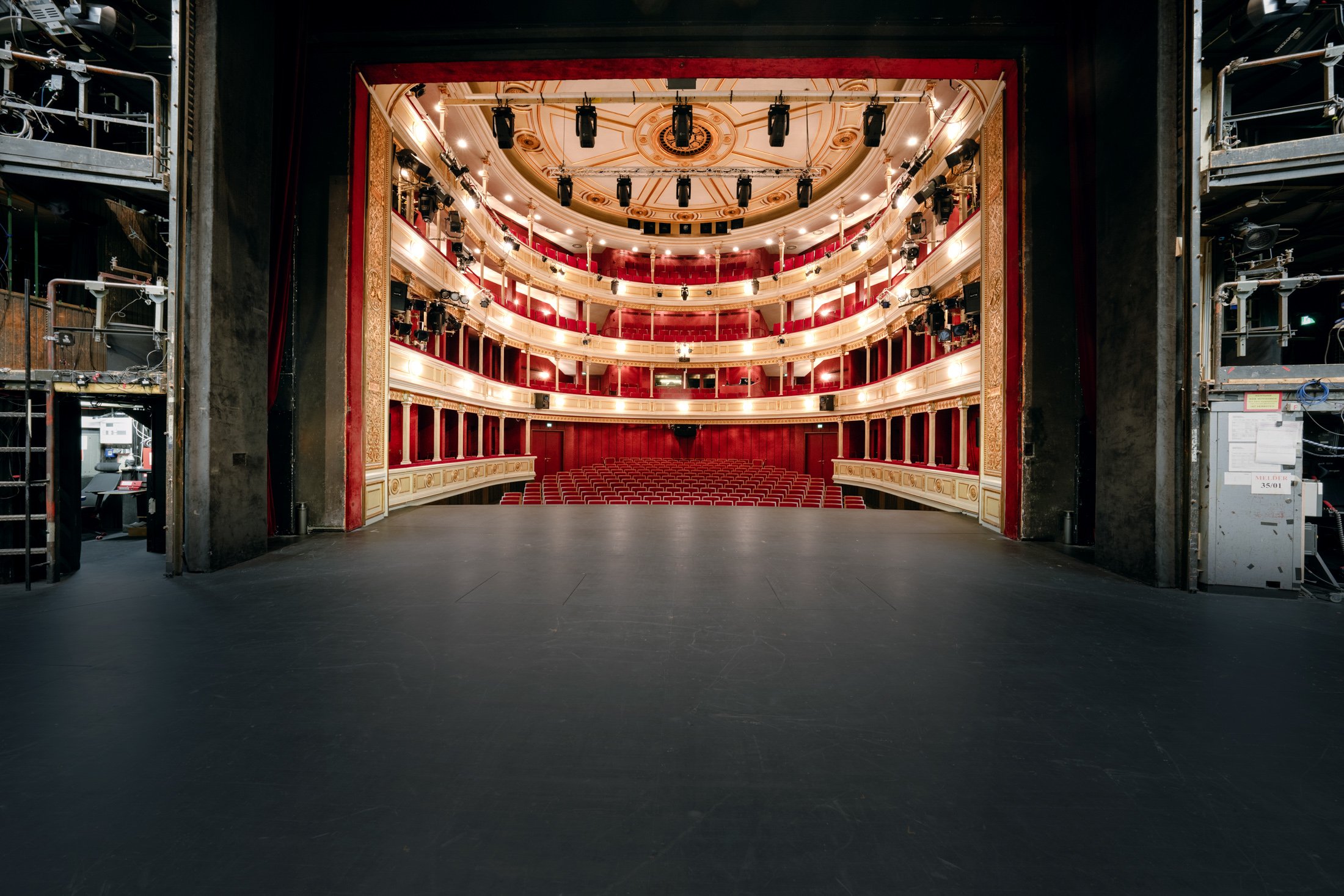
Blick von der Bühne in den Zuschauerraum
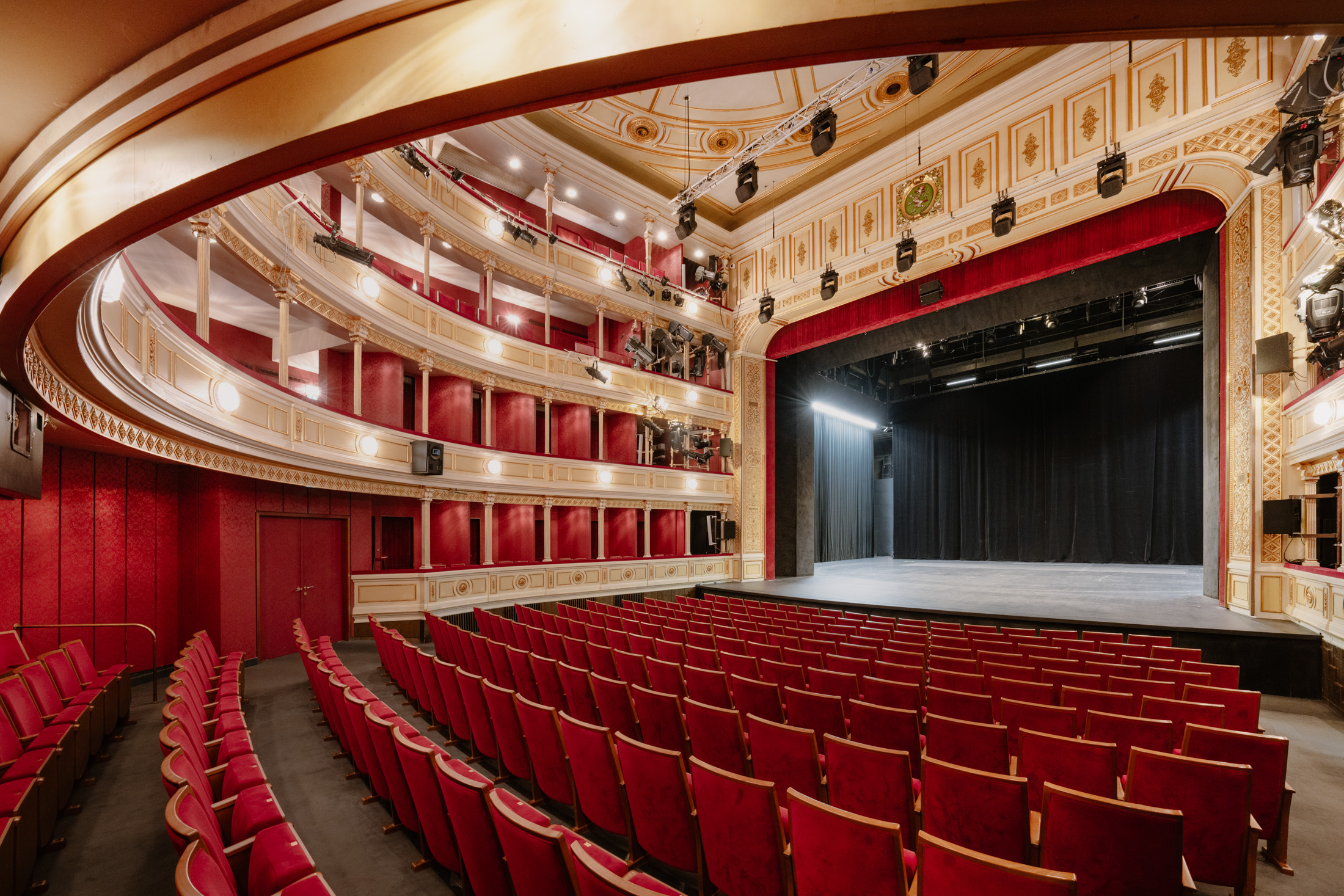
Zuschauerraum
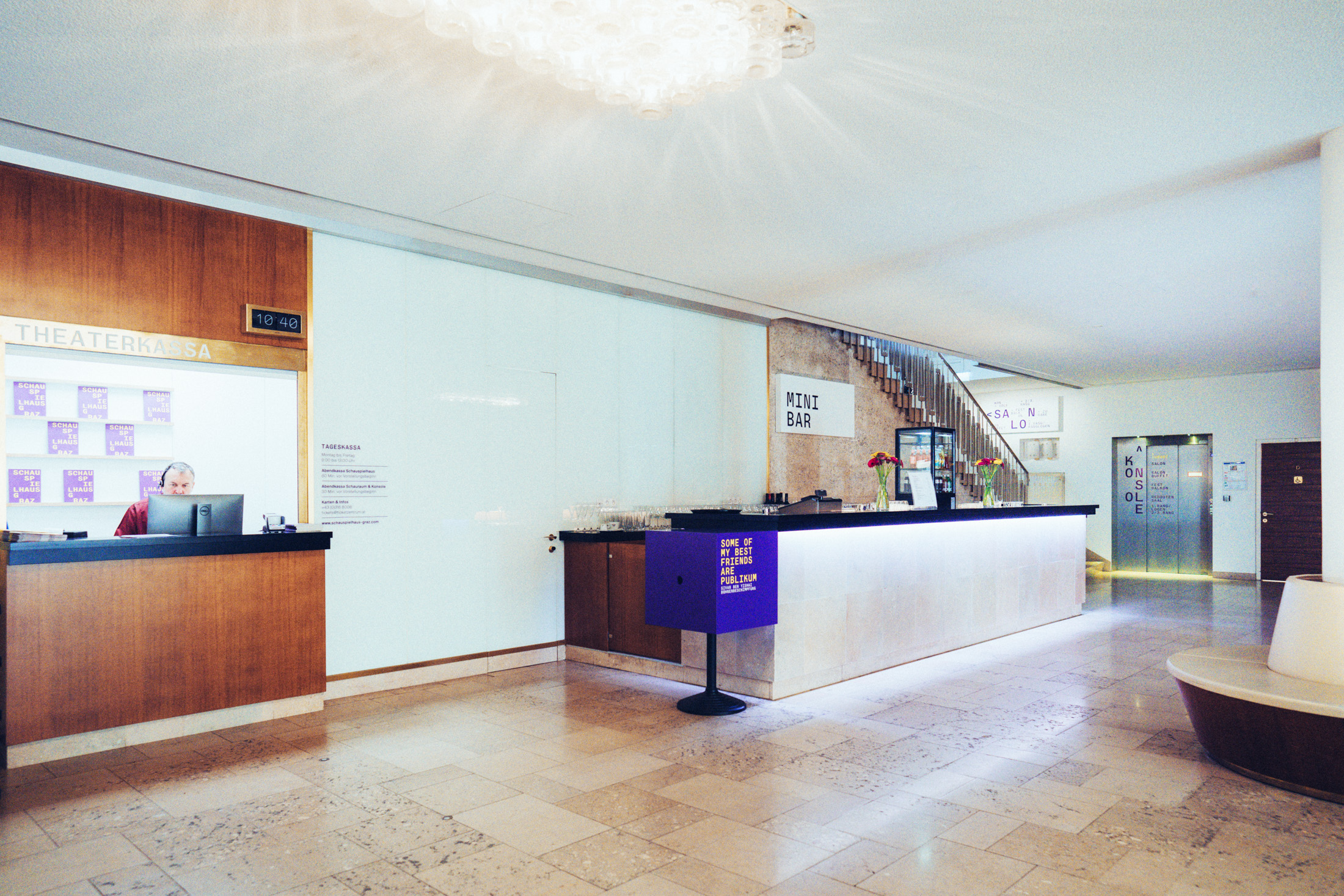
Foyer
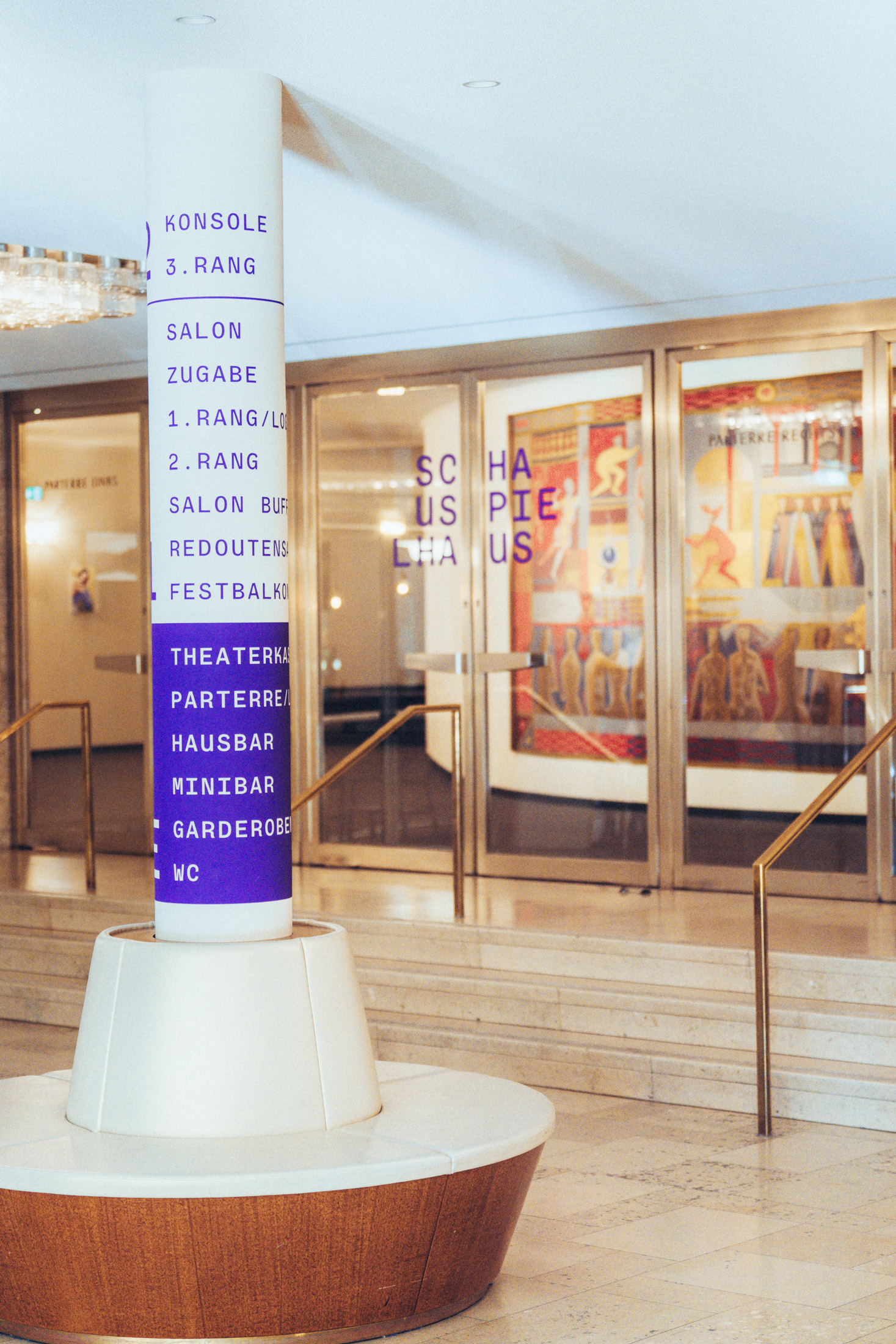
Detail des Foyers

## Gegenwart

### Intendanz von Andrea Vilter

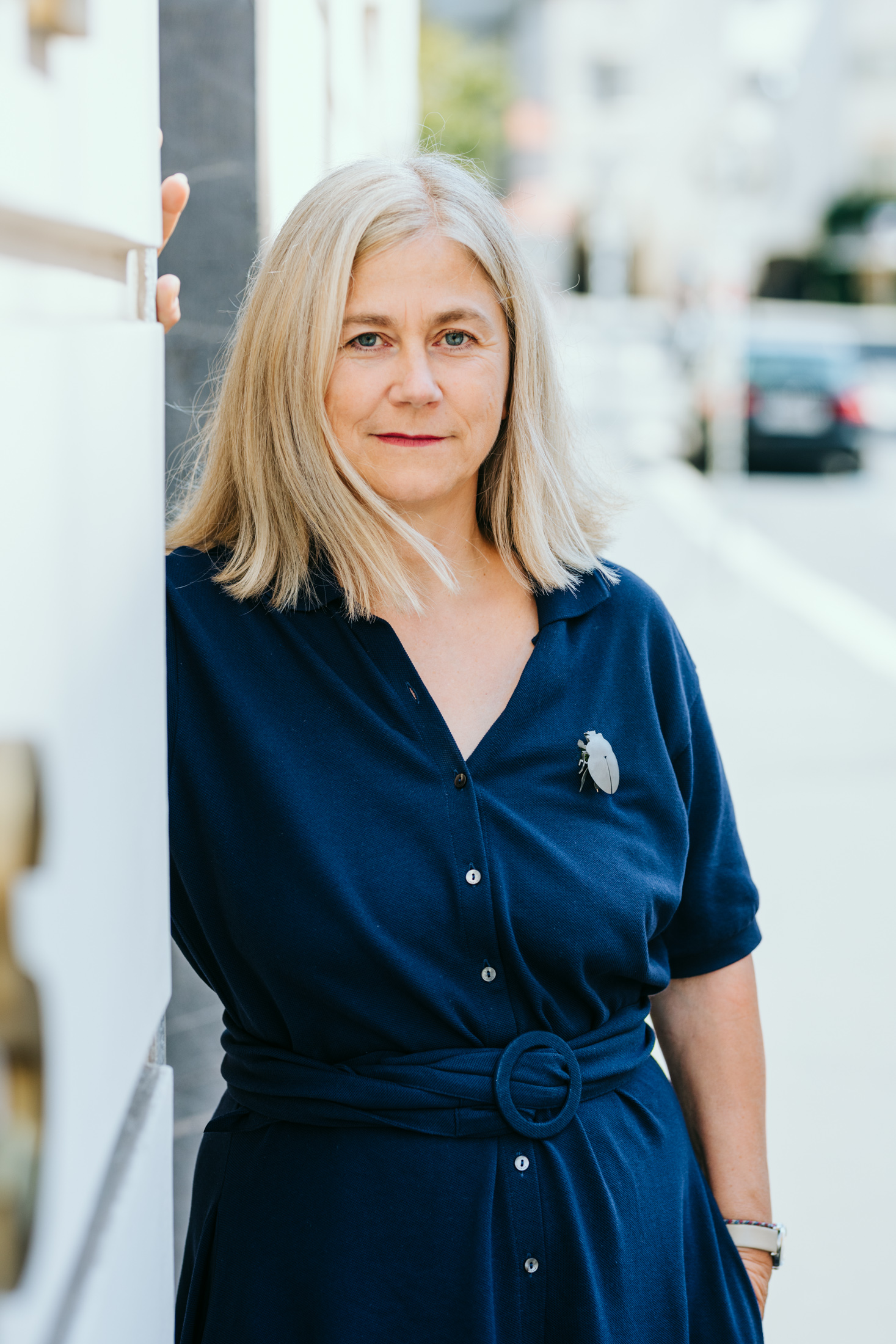
Andrea Vilter, neue Intendantin seit der Spielzeit 2023/24

Die [neue] künstlerische Leitung hat zum Start [ihrer Intendanz und] in die Spielzeit 2023/24 ein Drama einer weiblichen Autorin „ausgegraben“ und [...] dieses zur Uraufführung [gebracht]: Christiane Karoline Schlegels Stück »Von einem Frauenzimmer« [...]. Schlegel war Zeitgenossin von Goethe und Schiller und hat einen Klassiker aus weiblicher Perspektive geschrieben. Am 24. November 2024 wurde das Stück mit dem Preis „Beste Bundesländer-Aufführung“ bei der 25. NESTROY-Verleihung im Wiener Volkstheater ausgezeichnet.
Andrea Vilter hat es sich [...] gezielt zur Aufgabe gemacht, die Forschung ins Theater zu holen. Auch ein unbekanntes Stück von Maria Lazar, die seit 2019 am Burgtheater wiederentdeckt wird, steht [2024] auf dem Spielplan: Der Nebel von Dybern. Oder das MeToo-Gerichtsdrama Prima Facie von Suzie Miller. Des Weiteren Elfriede Jelineks Klimadoppel Sonne/Luft in Kooperation mit dem Festival steirischer herbst, ein neu kommentiertes Leonce und Lena-Drama von Georg Büchner, eine von Peter Handke inspirierte Bühnenbeschimpfung von Sivan Ben Yishai, eine Hommage an Werner Schwab, Nestroys Der Zerrissene oder die steirische Vampirkomödie Carmilla des Iren Sheridan Le Fanu.
20 Premieren in drei Spielstätten hat das Schauspielhaus Graz in der Saison 2024/25 im Programm. Auf dem Spielplan [...] finden sich Adaptionen von internationalen Bestsellern wie Tonio Schachingers Echtzeitalter bis hin zur Uraufführung von Thomas Köcks Chronik der laufenden Entgleisungen – Austria revisited.
Die in Andrea Vilters erster Spielzeit erfolgreich gestartete Programmlinie »Kanonerweiterung« wird [2024/25] fortgesetzt und verstetigt. Auch in der neuen Saison kann das Schauspielhaus mit einer spannenden Wiederentdeckung aufwarten. Das zu Anfang des 20. Jahrhunderts viel gespielte und dann in Vergessenheit geratene Stück »Rutherford und Sohn« der britischen Autorin Githa Sowerby wird in einer eigenen Neuübersetzung zur österreichischen Erstaufführung gebracht. [...]
Im Sinne der Kanonverstetigung setzt das Schauspielhaus seine Beschäftigung mit der (u. a. in Graz) erfolgreich wiederentdeckten, bedeutenden österreichischen Dramatikerin Maria Lazar fort und bringt ihre Antikriegs-Komödie »Die Hölle auf Erden« in einer Inszenierung von Katrin Plötner zur Premiere.
Einen zeitgenössischen Zugriff auf den klassischen Dramenkanon nimmt [...] [das] Projekt »Immer noch hier«. [...]
Eine weitere Klassikerposition, Lessings „Minna von Barnhelm“, übernimmt Ulrike Arnold, die sich in der laufenden Saison mit Johann Nestroys „Der Zerrissene“ als ebenso kluge wie originelle Komödienregisseurin präsentierte.
[...]
[D]as rasant-witzige Cancel-Culture-Musical »Slippery Slope« von Yael Ronen und Shlomi Shaban [...] [und die] Inszenierung von Nestroys Klassiker »Der böse Geist Lumpazivagabundus« [setzen] den Schlusspunkt der Spielzeit [auf der großen Bühne]. [...]
Im Schauraum werden im Verlauf der [...] Spielzeit [2024/25] die beiden zeitgenössischen Theatertexte »Rabatt« von Nora Abdel-Maksoud [...] und Roland Schimmelpfennigs Antikenbearbeitung »Iokaste« [...] jeweils zu ihrer österreichischen Erstaufführung gebracht. [...] [D]as in Graz ansäßige Theaterkollektiv „Planetenparty Prinzip“ [wird] mit dem Projekt »Im Rückspiegel« Formen kollektiver Erinnerung performativ untersuchen.
[...]
Seit der Spielzeit 2023/24 verstärkt das Schauspielhaus Graz seine Bemühungen um Inklusion und Barrierefreiheit.

### Besonderheiten der Intendanzen von Anna Badora und Iris Laufenberg
[In den Jahren 2006–2023] [...] arbeiteten die Regisseure Nikolaus Habjan, Alexander Eisenach, Anita Vulesica, Michael Schilhan, Suna Gürler, Helmut Köpping, Sandy Lopicic, Lily Sykes, Claudia Bauer, Volker Hesse, Bernadette Sonnenbichler, Stephan Rottkamp, Yael Ronen, Viktor Bodó, Peter Konwitschny, Theu Boermans, Cora Frost, Franz Wittenbrink und Elmar Goerden [am Schauspielhaus Graz]. Schauspieler wie Barbara Petritsch, Margarethe Tiesel, Babett Arens, Johannes Silberschneider, Nikolaus Habjan, Michael Ostrowski, Gerhard Liebmann und Peter Simonischek traten auf.
2010[, unter der Intendanz von Anna Badora,] wurde das Haus für die Produktion Die Stunde da wir nichts voneinander wussten zum Berliner Theatertreffen eingeladen. Das Schauspielhaus gastierte am Theater in der Josefstadt, in Bukarest, Parma, Bozen, Budapest und Moskau. Die Stunde da wir nichts voneinander wussten wurde als beste ausländische Produktion 2010 mit dem russischen Theaterpreis „Goldene Maske“, prämiert.
Die Produktion Der Fall Dorfrichter Adam (Regie: Boris Nikitin) wurde 2011 zum Heidelberger Stückemarkt eingeladen. 2014 folgte eine Einladung nach Heidelberg für Yael Ronens Niemandsland, das sie gemeinsam mit dem Ensemble entwickelte. Im Jahr 2014 war Boris Nikitins Grazer Uraufführung Sei nicht du selbst am Ersten Schweizer Theatertreffen und Oliver Klucks Bearbeitung von Andreas Altmanns Biografie Das Scheißleben meines Vaters, das Scheißleben meiner Mutter und meine eigene Scheißjugend wurde 2015 bei den Autorentheatertagen in Berlin gezeigt.
In den neun Jahren Intendanz Badora kamen 175 Inszenierungen auf die Bühne, wovon 111 zeitgenössische Stücke (uraufgeführt / geschrieben nach 1945) waren.

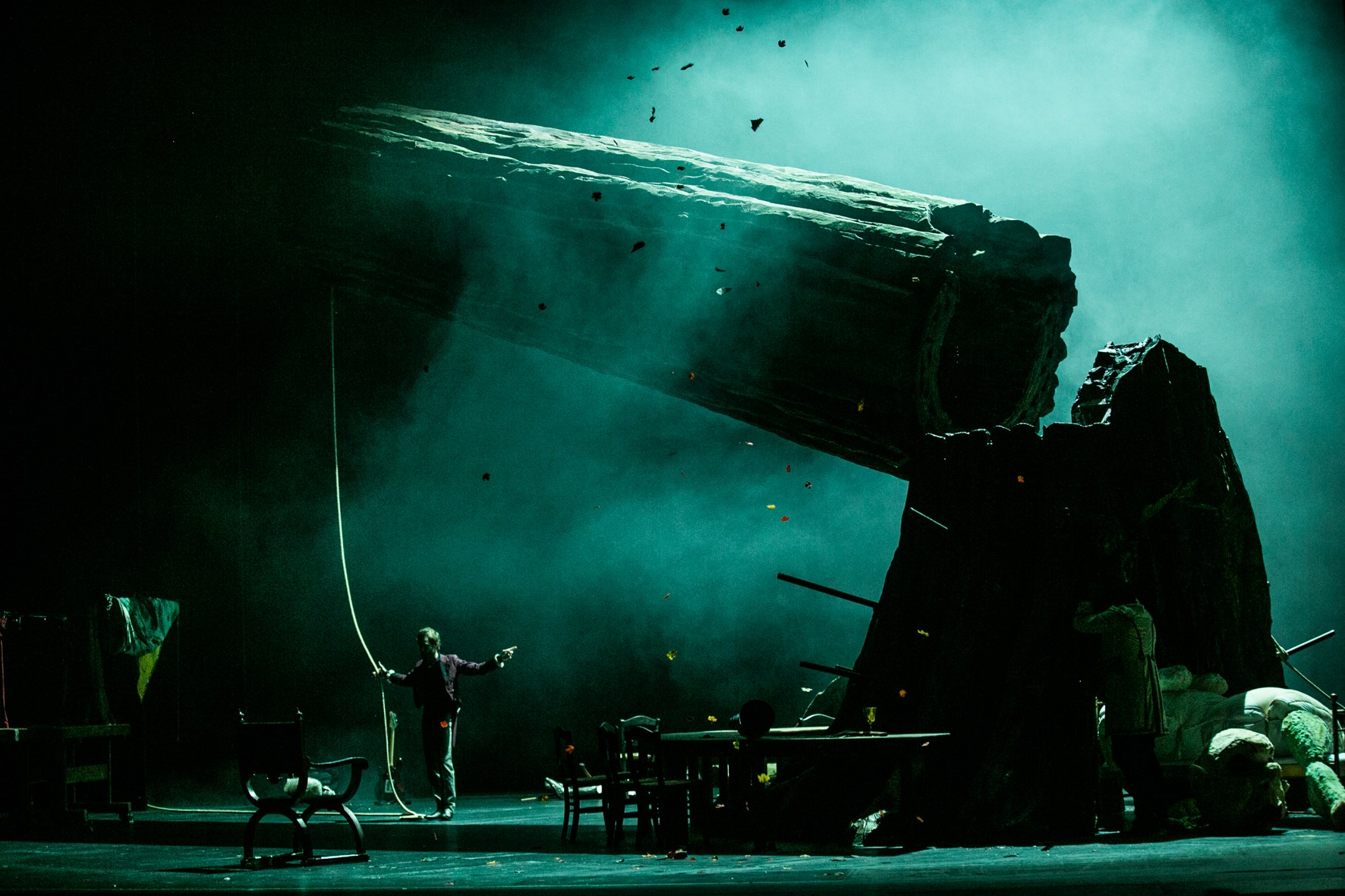
Eröffnungsinszenierung 15/16 „Merlin oder Das wüste Land“; Regie: Jan-Christoph Gockel

Merlin oder Das wüste Land, die Eröffnungsproduktion der Intendanz Laufenberg, wurde 2016 zu den Internationalen Maifestspielen an das Hessische Staatstheater Wiesbaden eingeladen. Die Inszenierung Lupus in Fabula wurde 2016 zu den Autorentheatertagen Berlin und im Zuge des „NachSpielPreis“ zum Heidelberger Stückemarkt 2016 eingeladen. Bereits die erste Spielzeit von Iris Laufenberg brachte zwei Nominierungen für das Schauspielhaus Graz beim österreichischen Nestroy-Theaterpreis. Für die Darstellung des Caliban in William Shakespeares Der Sturm erhielt Ensemblemitglied Julia Gräfner 2016 den Preis in der Kategorie Bester Nachwuchs. Weiters war die Inszenierung Kasimir und Karoline (Regie: Dominic Friedel) in der Kategorie Beste Bundesländer-Aufführung nominiert. Den Nestroypreis 2017 in der Kategorie „Beste Bundesländer-Aufführung“ gewann die Produktion „Der Auftrag: Dantons Tod“ nach Heiner Müller und Georg Büchner in der Regie von Jan-Christoph Gockel. In der Kategorie Bestes Stück – Autorenpreis wurde Ayad Akhtar ebenfalls 2017 für Geächtet am Schauspielhaus Graz ausgezeichnet.
2018 erfolgte die Einladung des Stückes Böhm (Regie: Nikolaus Habjan, Autor: Paulus Hochgatterer) zu den Bregenzer Festspielen. Am 7. November 2018 hatte das Stück seine Deutschlandpremiere beim Euro-Scene-Festival in Leipzig. Im Februar 2019 gastierte die Produktion Böhm mit zwei Vorstellungen am Residenztheater München. Böhm wurde zudem in der Kategorie „Beste Bundesländer-Aufführung“ für den Nestroypreis 2018 nominiert.

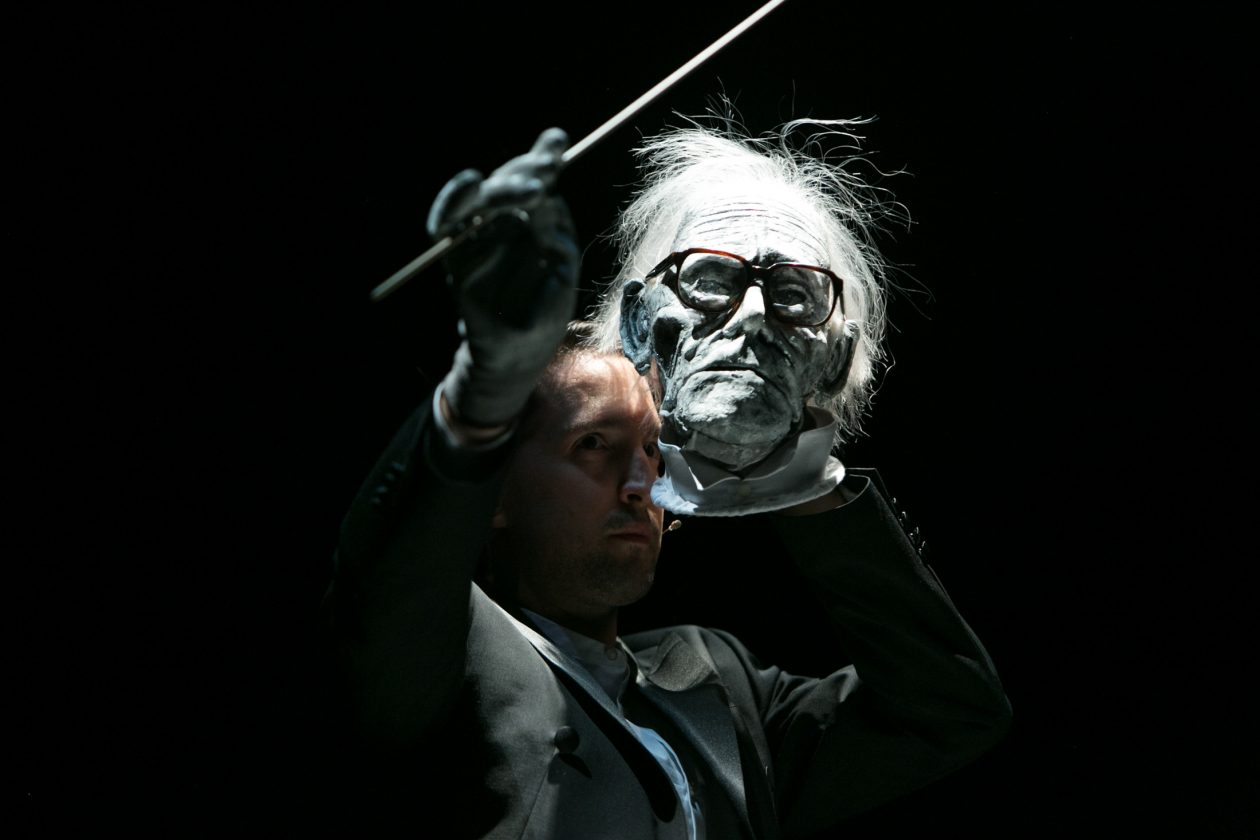
Nikolaus Habjan spielt „Böhm“

Im Mai 2019 wurde das Schauspielhaus Graz mit dem Stück Erinnya von Clemens J. Setz in der Regie von Claudia Bossard zum Heidelberger Stückemarkt eingeladen. Es folgte am 29. Mai die Einladung zum 21. internationalen Figurentheaterfestival an das Stadttheater Fürth mit dem Stück Böhm (Regie: Nikolaus Habjan, Autor: Paulus Hochgatterer). Das Film- und Theaterprojekt Die Revolution frisst ihre Kinder! von Jan-Christoph Gockel und Ensemble wurde am 6. Juni 2019 im Rahmen der Autorentheatertage am Deutschen Theater in Berlin gezeigt. Weiters wurde das Schauspielhaus Graz eingeladen, im Rahmen der langen Nacht der Autoren am 8. Juni 2019 die Uraufführung der Produktion ruhig Blut von Eleonore Khuen-Belasi in der Inszenierung von Clara Weyde in den Kammerspielen am Deutschen Theater Berlin zu zeigen. Schließlich wurde neuerlich die Produktion Die Revolution frisst ihre Kinder! für Juni 2019 im Rahmen des Africologne-Festivals nach Köln eingeladen.
In der Spielzeit 2019/20 folgten Gastspieleinladungen mit der Produktion Böhm an das Theater am Kirchplatz TaK Liechtenstein, das Wiener Burgtheater, zu den Ruhrfestspielen Recklinghausen und zu den Internationalen Maifestspielen ans Staatstheater Wiesbaden sowie mit der Produktion The Who and the What (Regie: Jan Stephan Schmieding) an das Theater Casino Zug. Das Film- und Theaterprojekt Die Revolution frisst ihre Kinder! von Jan-Christoph Gockel und Ensemble wurde am 24. November 2019 im Theater an der Wien mit dem Nestroypreis 2019 in der Kategorie Beste Bundesländer-Aufführung ausgezeichnet. Der zu diesem Stück entwickelte Film war im Wettbewerb um den Großen Diagonale-Preis in der Kategorie Spielfilm beim letztlich abgesagten Filmfestival Diagonale 2020. Es folgten in dieser Spielzeit zahlreiche weitere Einladungen, die aufgrund der COVID-19-Pandemie nicht mehr realisiert werden konnten. Unter anderem waren die Produktion Schleifpunkt zu den Autorentheatertagen nach Berlin, Bookpink zu den Mülheimer Theatertagen, die Produktion jedermann (stirbt) zum Heidelberger Stückemarkt, die Sterntagebücher zu den Ruhrfestspielen Recklinghausen und die Performance Ich, Tatortkommissarinnen an die Sophiensæle Berlin eingeladen.

### Nestroy-Preis
Das Schauspielhaus Graz war einige Male beim Nestroy-Preis vertreten:
| Jahr | Name                     | Inszenierung                                   | Kategorie                          | Gewonnen | Nominierung |
| ---- | ------------------------ | ---------------------------------------------- | ---------------------------------- | -------- | ----------- |
| 2001 | Dimiter Gotscheff        | Das Pulverfass                                 | Beste Regie                        |          | X           |
| 2001 | Monique Schwitter        | Die Präsidentinnen                             | Bester Nachwuchs – weiblich        |          | X           |
| 2003 | Matthias Fontheim        | Das weite Land                                 | Beste Regie                        |          | X           |
| 2003 | Monique Schwitter        | Woyzeck und Janis Joplin                       | Beste Schauspielerin               |          | X           |
| 2008 | Andrea Wenzl             | Alice                                          | Beste Schauspielerin               |          | X           |
| 2008 | Viktor Bodó              | Alice                                          | Beste Ausstattung                  | X        |             |
| 2009 | Viktor Bodó              | Die Stunde da wir nichts voneinander wußten    | Beste Regie                        |          | X           |
| 2009 | Verena Lercher           | Baumeister Solneß                              | Bester Nachwuchs                   |          | X           |
| 2009 | Peter Simonischek        | Baumeister Solneß                              | Bester Schauspieler                |          | X           |
| 2010 | Martina Stilp            | Peepshow                                       | Beste Schauspielerin               |          | X           |
| 2010 | Raimund Orfeo Voigt      | Verbrennungen                                  | Bester Nachwuchs                   |          | X           |
| 2011 | Claudius Körber          | Hamlet & Peer Gynt                             | Bester Nachwuchs                   |          | X           |
| 2011 | Viktor Bodó              | Der Meister und Margarita                      | Beste Bundesländer-Aufführung      |          | X           |
| 2012 | Johannes Silberschneider | Geister in Princeton                           | Bester Schauspieler                |          | X           |
| 2012 | Steffi Krautz            | Geister in Princeton                           | Beste Schauspielerin               |          | X           |
| 2012 | Daniel Kehlmann          | Geister in Princeton                           | Bestes Stück – Autorenpreis        | X        |             |
| 2012 | Anna Badora              | Geister in Princeton                           | Beste Bundesländer-Aufführung      | X        |             |
| 2012 | Claudius Körber          |                                                | Publikumspreis                     | X        |             |
| 2013 | Yael Ronen               | Hakoah Wien                                    | Beste Bundesländer-Aufführung      | X        |             |
| 2014 | Birgit Stöger            | Niemandsland                                   | Beste Schauspielerin               |          | X           |
| 2014 | Johannes Silberschneider | Holzfällen                                     | Bester Schauspieler                |          | X           |
| 2014 | Krystian Lupa            | Holzfällen                                     | Beste Regie                        | X        |             |
| 2015 | Nikolaus Habjan          | Das Missverständnis                            | Beste Bundesländer-Aufführung      |          | X           |
| 2016 | Dominic Friedel          | Kasimir und Karoline                           | Beste Bundesländer-Aufführung      |          | X           |
| 2016 | Julia Gräfner            | Der Sturm                                      | Bester Nachwuchs weiblich          | X        |             |
| 2017 | Jan-Christoph Gockel     | Der Auftrag/Dantons Tod                        | Beste Bundesländer-Aufführung      | X        |             |
| 2017 | Ayad Akhtar              | Geächtet                                       | Bestes Stück – Autorenpreis        | X        |             |
| 2018 | Nikolaus Habjan          | Böhm                                           | Beste Bundesländer-Aufführung      |          | X           |
| 2019 | Jan-Christoph Gockel     | Die Revolution frisst ihre Kinder!             | Beste Bundesländer-Aufführung      | X        |             |
| 2020 | Florian Köhler           | Heldenplatz (Frau Zittel)                      | Bester Schauspieler                |          | X           |
| 2020 | Claudia Bossard          | Die Physiker                                   | Beste Bundesländer-Aufführung      |          | X           |
| 2021 | Anita Vulesica           | dritte republik (eine vermessung)              | Beste Regie                        |          | X           |
| 2021 | Tom Feichtinger          | Krasnojarsk: Eine Endzeitreise in 360°         | Corona-Spezialpreis                | X        |             |
| 2021 | Anita Vulesica           | dritte republik (eine vermessung)              | Beste Bundesländer-Aufführung      | X        |             |
| 2022 | Anita Vulesica           | Garland                                        | Beste Bundesländer-Aufführung      | X        |             |
| 2023 | Frieder Langenberger     | Bunbury. Ernst sein is everything!             | Bester Schauspieler                |          | X           |
| 2023 | Katrija Lehmann          | Die kahle Sängerin                             | Beste Darstellung einer Nebenrolle |          | X           |
| 2023 | Claudia Bossard          | Bunbury. Ernst sein is everything!             | Beste Bundesländer-Aufführung      | X        |             |
| 2024 | Simon Kirsch             | Von einem Frauenzimmer                         | Bester Schauspieler                |          | X           |
| 2024 | Mervan Ürkmez            | Schwabgasse 94 – Eine Hommage an Werner Schwab | Bester Schauspieler                |          | X           |
| 2024 | Anna Klimovitskaya       | Von einem Frauenzimmer                         | Beste Darstellung einer Nebenrolle |          | X           |
| 2024 | Anne Lenk                | Von einem Frauenzimmer                         | Beste Regie                        |          | X           |
| 2024 | Lukas Michelitsch        | Die Party. Eine Einkreisung                    | Bester Nachwuchs – Regie           |          | X           |
| 2024 | Mehmet & Kazim           | Sonne / Luft                                   | Beste Ausstattung                  |          | X           |
| 2024 | Anne Lenk                | Von einem Frauenzimmer                         | Beste Bundesländer-Aufführung      | X        |             |